# Leichtathletik-Weltmeisterschaften 2023/Teilnehmer (Mexiko)
| Goldmedaillen | Silbermedaillen | Bronzemedaillen |
| ------------- | --------------- | --------------- |
| —             | —               | —               |

Der Leichtathletikverband von Mexiko nahm an den Leichtathletik-Weltmeisterschaften 2023 in Budapest teil. 25 Athletinnen und Athleten wurden vom mexikanischen Verband nominiert.

## Ergebnisse

### Männer

#### Laufdisziplinen
| Athlet            | Disziplin   | Vorlauf | Vorlauf | Halbfinale | Halbfinale | Finale       | Finale |
| Athlet            | Disziplin   | Zeit    | Platz   | Zeit       | Platz      | Zeit         | Platz  |
| ----------------- | ----------- | ------- | ------- | ---------- | ---------- | ------------ | ------ |
| Patricio Castillo | Marathon    |         |         |            |            | DNF          | DNF    |
| José Luis Santana | Marathon    |         |         |            |            | 2:15:51 h    | 32     |
| Hesiquio Flores   | Marathon    |         |         |            |            | DNS          | DNS    |
| Noel Charma       | 20 km Gehen |         |         |            |            | 1:21:51 h    | 25     |
| José Luis Doctor  | 20 km Gehen |         |         |            |            | 1:23:35 h    | 32     |
| Andrés Olivas     | 20 km Gehen |         |         |            |            | 1:19:55 h SB | 18     |
| José Leyver Ojeda | 35 km Gehen |         |         |            |            | 2:41:34 h    | 31     |
| Ricardo Ortiz     | 35 km Gehen |         |         |            |            | 2:29:14 h SB | 11     |
| Ever Palma        | 35 km Gehen |         |         |            |            | 2:39:40 h SB | 29     |

#### Sprung/Wurf
| Athlet         | Disziplin   | Qualifikation | Qualifikation | Finale     | Finale |
| Athlet         | Disziplin   | Weite/Höhe    | Platz         | Weite/Höhe | Platz  |
| -------------- | ----------- | ------------- | ------------- | ---------- | ------ |
| Erik Portillo  | Hochsprung  | 2,18 m        | 28            | DNQ        | DNQ    |
| Edgar Rivera   | Hochsprung  | 2,25          | 14            | DNQ        | DNQ    |
| Uziel Muñoz    | Kugelstoßen | 20,62 m       | 15            | DNQ        | DNQ    |
| Diego del Real | Hammerwurf  | 74,91 m       | 11            | 72,56 m    | 12     |

### Frauen

#### Laufdisziplinen
| Athletin                   | Disziplin   | Vorlauf         | Vorlauf | Halbfinale | Halbfinale | Finale       | Finale |
| Athletin                   | Disziplin   | Zeit            | Platz   | Zeit       | Platz      | Zeit         | Platz  |
| -------------------------- | ----------- | --------------- | ------- | ---------- | ---------- | ------------ | ------ |
| Cecilia Tamayo-Garza       | 100 m       | 23,25 s         | 05      | DNQ        | DNQ        | –            | –      |
| Paola Morán                | 400 m       | 51,59 s         | 02      | 51,46 s    | 06         | DNQ          | DNQ    |
| Alma Cortes                | 1500 m      | 4:06,03 min PB  | 08      | DNQ        | DNQ        | –            | –      |
| Laura Galván               | 5000 m      | 14:43,94 min NR | 08      |            |            | 14:59,32 min | 10     |
| Citlali Cristian           | Marathon    |                 |         |            |            | 2:36:03 h    | 34     |
| Risper Gesabwa             | Marathon    |                 |         |            |            | 2:38:29 h    | 44     |
| Argentina Valdepeñas Cerna | Marathon    |                 |         |            |            | 2:43:35 h    | 56     |
| Alegna González            | 20 km Gehen |                 |         |            |            | 1:27:36 h    | 05     |
| Valeria Ortuño             | 20 km Gehen |                 |         |            |            | 1:40:53 h    | 40     |
| Sofía Ramos Rodríguez      | 20 km Gehen |                 |         |            |            | 1:37:49 h    | 36     |
| Ilse Guerrero              | 35 km Gehen |                 |         |            |            | 3:03:41 h SB | 30     |
| Alejandra Ortega           | 35 km Gehen |                 |         |            |            | 2:50:44 h NR | 12     |